# Secrétaire à la Guerre des États-Unis
Le secrétaire à la Guerre des États-Unis (en anglais : United States Secretary of War) est un ancien membre du cabinet des États-Unis en sa qualité de dirigeant du département de la Guerre.

## Histoire
Le secrétaire à la Guerre est l'un des premiers postes de secrétaire créé dans l'administration américaine. Le premier à occuper la fonction est Henry Knox, sous la présidence de George Washington, à partir du 12 septembre 1789. Le dernier à l'occuper est Kenneth Claiborne Royall, sous la présidence de Harry S. Truman, jusqu'au 18 septembre 1947. Entre ces deux dates, ils sont 56 à occuper ce poste. La fonction est ensuite rebaptisée Secretary of the Army — à la tête du département de l'Armée des États-Unis — et perd son siège au cabinet du président, au profit du secrétaire à la Défense auquel il est dès lors subordonné.
Le secrétaire à la Guerre dirige le département de la Guerre des États-Unis, chargé des affaires militaires. En 1798, le poste de secrétaire à la Marine est adjoint au cabinet, réduisant le périmètre de compétences du département à la Guerre. En 1947, les deux départements sont placés sous l'autorité du secrétaire à la Défense. Le secrétaire à la Guerre est remplacé par le secrétaire à l'Armée et par le secrétaire à la Force aérienne des États-Unis, qui ne siègent plus au cabinet et sont placés sous l'autorité du secrétaire à la Défense.
Avant 1789, un poste similaire appelé Secretary at War ou Secretary of War est créé pour servir le Congrès de la Confédération sous les Articles de la Confédération entre 1781 et 1789. Benjamin Lincoln puis Henry Knox occupent cette fonction. Quand George Washington devient le premier président des États-Unis, il confirme Knox dans la fonction.
Lors de la création du département de la Défense en 1947, le secrétaire à la Guerre est remplacé par le secrétaire à l'Armée et devint un subordonné du secrétaire à la Défense.

## Secrétaires à la Guerre

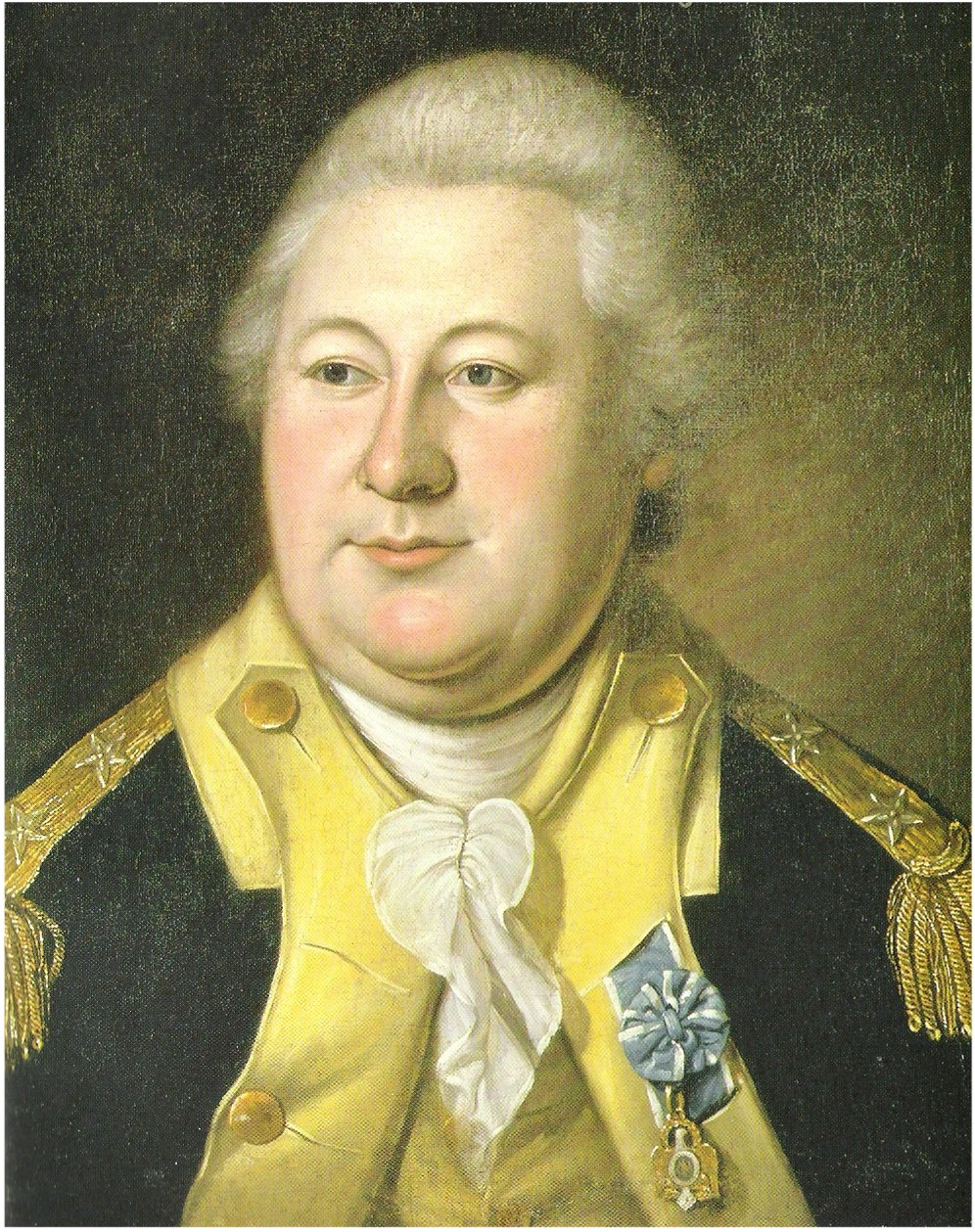
Henry Knox, premier secrétaire à la Guerre des États-Unis, nommé par George Washington en 1789.

| #  | Portrait | Nom                     | État de résidence    | Entrée en fonction | fin de fonction   | servant sous la présidence de        |
| -- | -------- | ----------------------- | -------------------- | ------------------ | ----------------- | ------------------------------------ |
| 1  |          | Henry Knox              | Massachusetts        | 12 septembre 1789  | 31 décembre 1794  | George Washington                    |
| 2  |          | Timothy Pickering       | Pennsylvanie         | 2 janvier 1795     | 10 décembre 1795  | Washington                           |
| 3  |          | James McHenry           | Maryland             | 27 janvier 1796    | 13 mai 1800       | Washington, John Adams               |
| 4  |          | Samuel Dexter           | Massachusetts        | 13 mai 1800        | 31 janvier 1801   | John Adams                           |
| 5  |          | Henry Dearborn          | Massachusetts        | 5 mars 1801        | 4 mars 1809       | Thomas Jefferson                     |
| 6  |          | William Eustis          | Massachusetts        | 7 mars 1809        | 13 janvier 1813   | James Madison                        |
| 7  |          | John Armstrong, Jr.     | Pennsylvanie         | 13 janvier 1813    | 27 septembre 1814 | Madison                              |
| 8  |          | James Monroe            | Virginie             | 27 septembre 1814  | 2 mars 1815       | Madison                              |
| 9  |          | William Harris Crawford | Géorgie              | 1er août 1815      | 22 octobre 1816   | Madison                              |
| 10 |          | John C. Calhoun         | Caroline du Sud      | 8 octobre 1817     | 4 mars 1825       | James Monroe                         |
| 11 |          | James Barbour           | Virginie             | 7 mars 1825        | 23 mai 1828       | John Quincy Adams                    |
| 12 |          | Peter Buell Porter      | New York             | 23 mai 1828        | 4 mars 1829       | John Quincy Adams                    |
| 13 |          | John Henry Eaton        | Tennessee            | 9 mars 1829        | 18 juin 1831      | Andrew Jackson                       |
| 14 |          | Lewis Cass              | Michigan             | 1er août 1831      | 5 octobre 1836    | Jackson                              |
| 15 |          | Joel Roberts Poinsett   | Caroline du Sud      | 7 mars 1837        | 4 mars 1841       | Martin Van Buren                     |
| 16 |          | John Bell               | Tennessee            | 5 mars 1841        | 13 septembre 1841 | William Henry Harrison, John Tyler   |
| 17 |          | John C. Spencer         | New York             | 12 octobre 1841    | 4 mars 1843       | Tyler                                |
| 18 |          | James Madison Porter    | Pennsylvanie         | 8 mars 1843        | 14 février 1844   | Tyler                                |
| 19 |          | William Wilkins         | Pennsylvanie         | 15 février 1844    | 4 mars 1845       | Tyler                                |
| 20 |          | William L. Marcy        | New York             | 6 mars 1845        | 4 mars 1849       | James K. Polk                        |
| 21 |          | George Walker Crawford  | Géorgie              | 8 mars 1849        | 22 juillet 1850   | Zachary Taylor                       |
| 22 |          | Charles Magill Conrad   | Louisiane            | 15 août 1850       | 4 mars 1853       | Millard Fillmore                     |
| 23 |          | Jefferson Davis         | Mississippi          | 7 mars 1853        | 4 mars 1857       | Franklin Pierce                      |
| 24 |          | John Buchanan Floyd     | Virginie             | 6 mars 1857        | 29 décembre 1860  | James Buchanan                       |
| 25 |          | Joseph Holt             | Kentucky             | 18 janvier 1861    | 4 mars 1861       | Buchanan                             |
| 26 |          | Simon Cameron           | Pennsylvanie         | 5 mars 1861        | 14 janvier 1862   | Abraham Lincoln                      |
| 27 |          | Edwin M. Stanton        | Ohio                 | 20 janvier 1862    | 28 mai 1868       | Lincoln, Andrew Johnson              |
| 28 |          | John M. Schofield       | Missouri             | 1er juin 1868      | 13 mars 1869      | Johnson                              |
| 29 |          | John Aaron Rawlins      | Illinois             | 13 mars 1869       | 6 septembre 1869  | Ulysses S. Grant                     |
| 30 |          | William W. Belknap      | Iowa                 | 25 octobre 1869    | 2 mars 1876       | Grant                                |
| 31 |          | Alphonso Taft           | Ohio                 | 8 mars 1876        | 22 mai 1876       | Grant                                |
| 32 |          | J. Donald Cameron       | Pennsylvanie         | 22 mai 1876        | 4 mars 1877       | Grant                                |
| 33 |          | George W. McCrary       | Iowa                 | 12 mars 1877       | 10 décembre 1879  | Rutherford B. Hayes                  |
| 34 |          | Alexander Ramsey        | Minnesota            | 10 décembre 1879   | 4 mars 1881       | Hayes                                |
| 35 |          | Robert Todd Lincoln     | Illinois             | 5 mars 1881        | 4 mars 1885       | James A. Garfield, Chester A. Arthur |
| 36 |          | William C. Endicott     | Massachusetts        | 5 mars 1885        | 4 mars 1889       | Grover Cleveland                     |
| 37 |          | Redfield Proctor        | Vermont              | 5 mars 1889        | 5 novembre 1891   | Benjamin Harrison                    |
| 38 |          | Stephen B. Elkins       | Virginie-Occidentale | 17 décembre 1891   | 4 mars 1893       | Harrison                             |
| 39 |          | Daniel S. Lamont        | New York             | 5 mars 1893        | 4 mars 1897       | Cleveland (2e mandat)                |
| 40 |          | Russell A. Alger        | Michigan             | 5 mars 1897        | 1er août 1899     | William McKinley                     |
| 41 |          | Elihu Root              | New York             | 1er août 1899      | 31 janvier 1904   | McKinley, Theodore Roosevelt         |
| 42 |          | William Howard Taft     | Ohio                 | 1er février 1904   | 30 juin 1908      | Theodore Roosevelt                   |
| 43 |          | Luke Edward Wright      | Tennessee            | 1er juillet 1908   | 4 mars 1909       | Theodore Roosevelt                   |
| 44 |          | Jacob M. Dickinson      | Illinois             | 12 mars 1909       | 21 mai 1911       | William Howard Taft                  |
| 45 |          | Henry L. Stimson        | New York             | 22 mai 1911        | 4 mars 1913       | Taft                                 |
| 46 |          | Lindley Miller Garrison | New Jersey           | 5 mars 1913        | 10 février 1916   | Woodrow Wilson                       |
| 47 |          | Newton D. Baker         | Ohio                 | 9 mars 1916        | 4 mars 1921       | Wilson                               |
| 48 |          | John W. Weeks           | Massachusetts        | 5 mars 1921        | 13 octobre 1925   | Warren G. Harding, Calvin Coolidge   |
| 49 |          | Dwight Davis            | Missouri             | 14 octobre 1925    | 4 mars 1929       | Coolidge                             |
| 50 |          | James William Good      | Iowa                 | 6 mars 1929        | 18 novembre 1929  | Herbert Hoover                       |
| 51 |          | Patrick J. Hurley       | Oklahoma             | 9 décembre 1929    | 4 mars 1933       | Hoover                               |
| 52 |          | George Dern             | Utah                 | 4 mars 1933        | 27 août 1936      | Franklin D. Roosevelt                |
| 53 |          | Harry H. Woodring       | Kansas               | 25 septembre 1936  | 20 juin 1940      | FDR                                  |
| 54 |          | Henry L. Stimson        | New York             | 10 juillet 1940    | 21 septembre 1945 | FDR, Harry S. Truman                 |
| 55 |          | Robert P. Patterson     | New York             | 27 septembre 1945  | 18 juillet 1947   | Truman                               |
| 56 |          | Kenneth C. Royall       | Caroline du Nord     | 19 juillet 1947    | 18 septembre 1947 | Truman                               |

## Source
- (en) Cet article est partiellement ou en totalité issu de l’article de Wikipédia en anglais intitulé « United States Secretary of War » (voir la liste des auteurs).